# 和聲書院

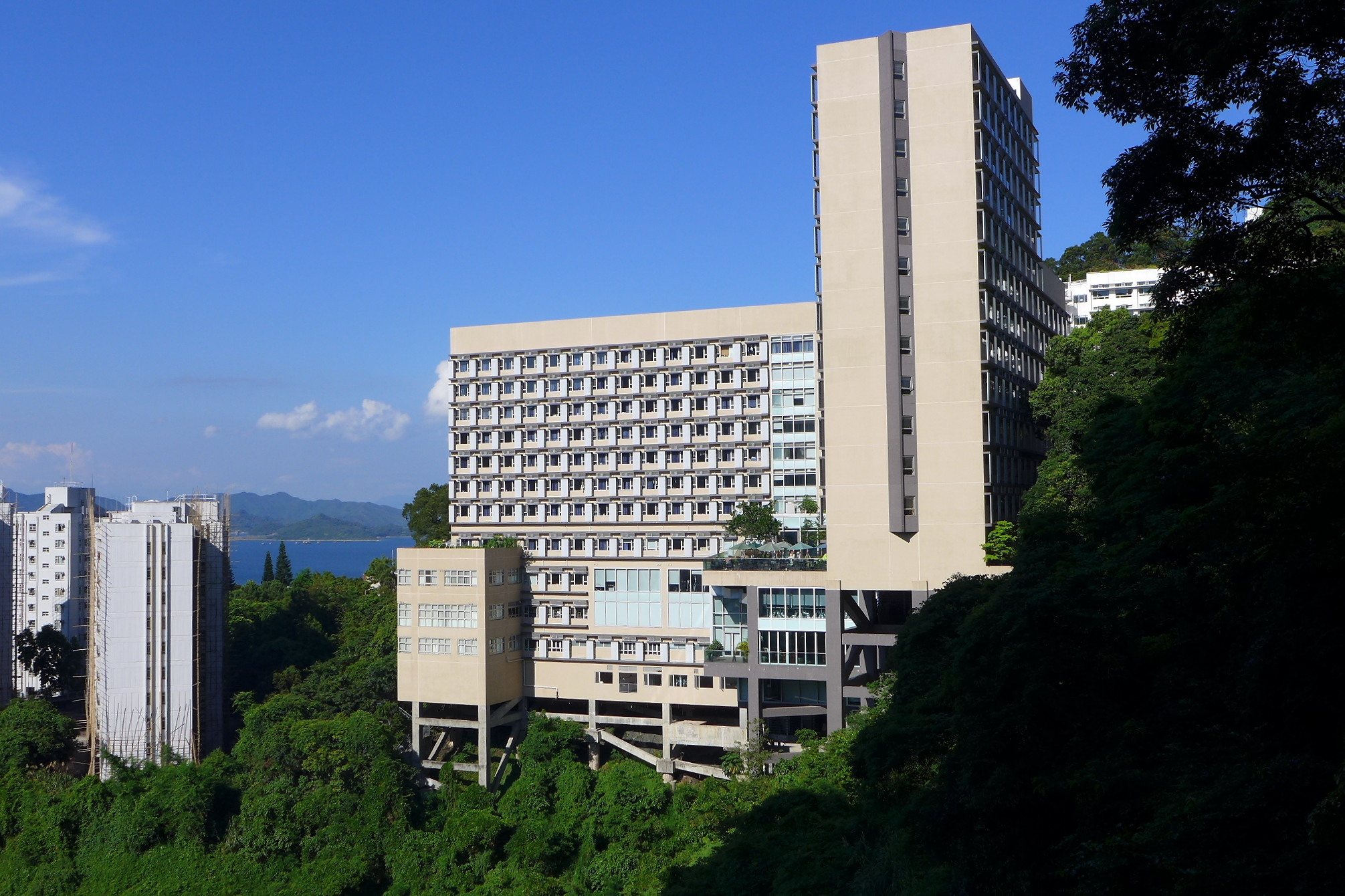
和聲書院全景

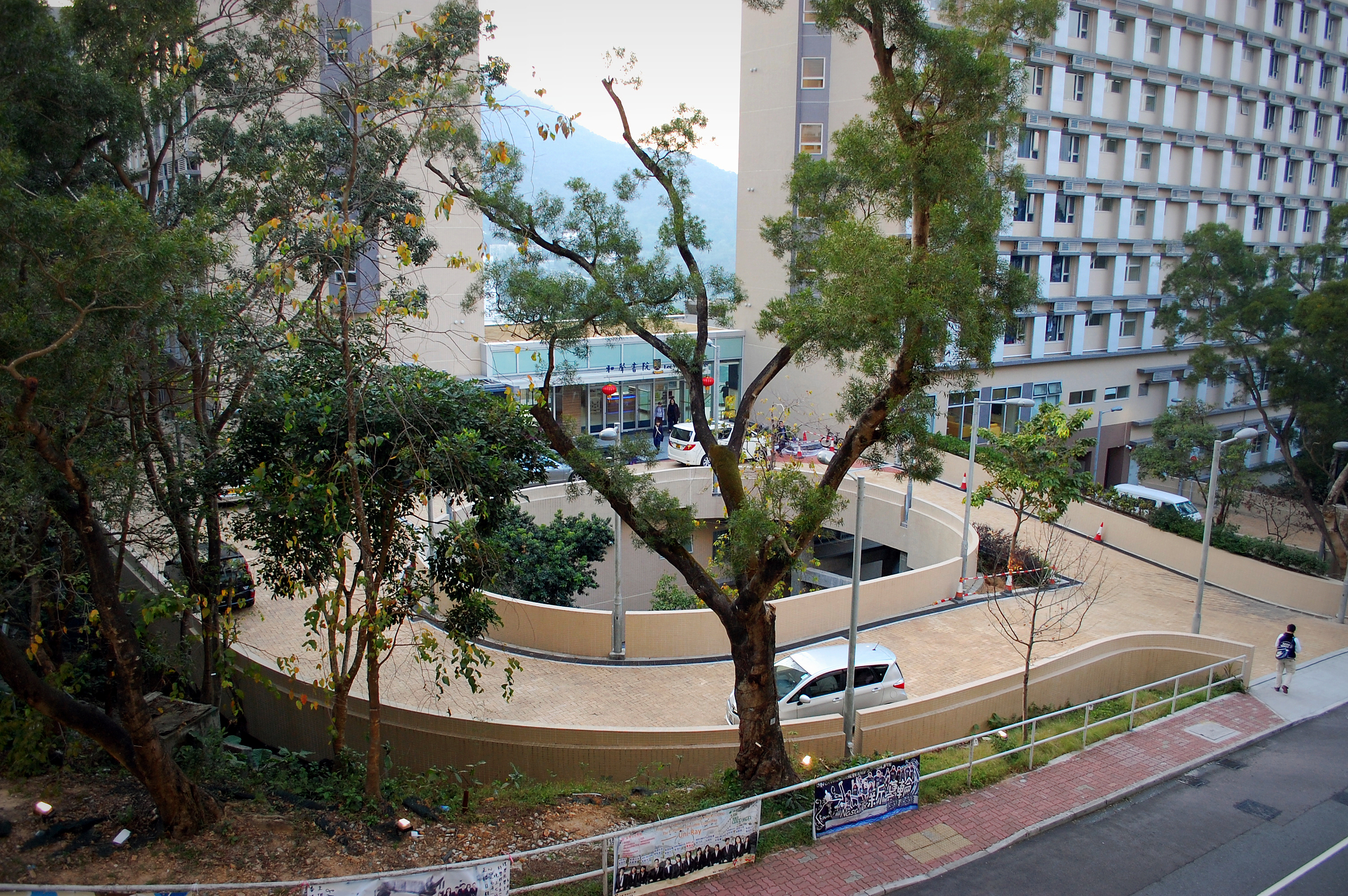
私家車道

和聲書院（英語：Lee Woo Sing College）為香港中文大學的一所成員書院，在2011年起招生。
早於1990年代的校園規劃報告（由建築學系撰寫）中，已提及聯合書院第四宿舍（今陳震夏宿舍）的選址研究範圍，其中包括了和聲書院現址斜坡，但最後則選址與和聲一路之隔的斜坡興建。而在2006年大學擬議建立五所新書院時，此選址再次被選中，並擬建1至2間書院。
2007年10月有不記名的捐款人捐款1.5億港元，為香港中文大學成立第九所書院。於2010年1月，捐款人身份在書院奠基儀式揭盅，書院創辦人為天津市政協港澳委員李和鑫博士，李和鑫（秉花堂李氏兄弟）共捐資1.5億元創辦和聲書院，並以其兄李和聲為書院命名。
和聲書院計劃錄取最多1,200人，其中包括600名宿生及不多於600名走讀生。書院計劃於2011年錄取首批學生。
2008年6月，香港中文大學宣佈委任國際知名肝膽胰外科專家兼中國科學院院士劉允怡教授為候任院長。劉教授於2010年1月正式獲委任成為和聲書院院長。2024年7月1日，香港中文大學深圳研究院院長兼香港中文大學機械與自動化工程學系研究教授任揚出任和聲書院第二任院長，接替2月去世的劉允怡教授。

## 院訓
和聲書院的院訓為「知仁忠和」。

## 創辦人
- 李和鑫博士，天津市政協港澳委員。

## 院歌
和聲書院院歌名為《和諧之聲》，曲調由著名音樂人金培達創作，現時為中大各院歌中最長的一首。
《和諧之聲》

曲：金培達

詞：郭家俊

（一節）

每天燃燒 青春力量

為心中彩虹 追尋方向

奠定根基 擦亮眼光

深信有一天 不負眾望（重唱）

（二節）

知識無涯 追尋不息

仁德中 鍛鍊完美品性

忠誠待人 勇於承擔

和美中體現 合恭同敬（重唱）

（重唱）

相知更相重 擁抱遠大夢想

讓祝福化成音符 譜出生命繽紛樂章

願同唱 和諧的聲音

天地胸襟 廣闊視野 壯麗的遠景

願和聲 讓理想實現

帶領時代 活得精彩 驕傲的面對明天

## 歷任院長
- 第一任（2010-2024）：劉允怡教授（任內逝世[6]）
- 第二任（2024-）：任揚教授

## 知名校友
- 黃學禮：香港沙田松田區區議員（2015年至2019年），應屆最年輕區議員
- 劉珈雯:前區議員

## 校園設施
和聲書院共有600個宿位，並於LG3樓設有多用途禮堂（連LG2層飯堂，由LSG漢莎天廚營運）。書院院長與學生同住於校園，而其官邸設於書院地庫二層近變壓器房。
校舍坐落於士林路旁斜坡，毗鄰聯合書院陳震夏宿舍。此書院與另外兩座獲政府撥款建造的書院（善衡書院及晨興書院）一樣，由著名建築師嚴迅奇設計，執行建築師為Design 2公司。書院由泰昇地基及新昌營造承建，而興建工程於2012年年中完工；其中，在地基工程採用螺旋樁及臨時鋼平台技術，減少對週邊環境滋擾，並提升工程效率。

## 事件

### 智能系統私隱爭議
和聲書院於2012年底宣布將陸續採用智能咭WS Access Plus系統，學生進出書院、宿舍房間和洗手間均要拍卡，被批評監控過於嚴密，有宿生擔心大量個人私隱會被記錄。2015年10月，有不同樓層的宿生反映深夜有不明男子闖入女生宿舍，造成恐慌。

### 涉嫌違規改建學人宿舍
和聲書院於2018年6月起陸續改建LG1樓學生公共活動空間成兩間學人宿舍，惟於2019年6月有人於CUHK Secret 揭發該改建計劃與圖則不符，有違規改建之嫌。

## 交通
中文大學校巴：陳震夏宿舍站（路線3，4，6A，8，N，H）;
中文大學收費穿梭小巴路線NR834：和聲書院站

## 外部連結
- 香港中文大學和聲書院（页面存档备份，存于）